# 여불위

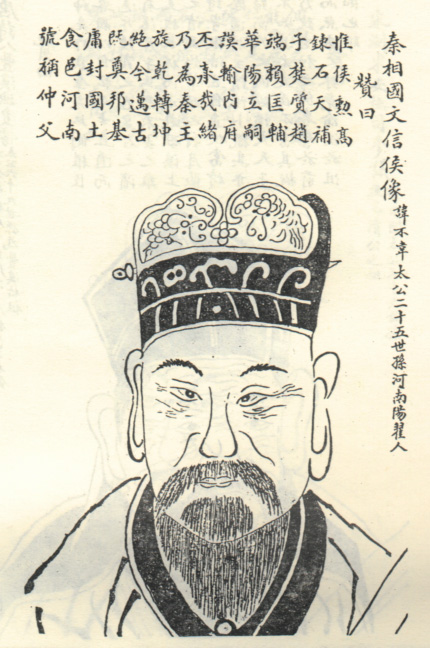

여불위(呂不韋, ? ~ 기원전 235년)는 전국 시대 말기 진나라의 관료이다.
사마천(司馬遷)은 여불위가 여러 제후국을 통관하며 국력을 정확히 꿰뚫어 보고 인재를 등용하는 인사권을 가지고 있어 진시황의 적통(嫡統)을 유지한 실세라 평했다.

## 생애

### 상인 시절
여불위는 상인 출신으로 출생지를 두고는 기록이 갈리는데 유향은 위(衛) 복양으로 사마천은 양적(陽翟)으로 기록했다.
여불위는 여러 곳을 오가며 부를 쌓았다는 기록으로 보아 행상인 출신으로 추측되며 이인을 만나기 전부터 천금을 쌓아두었다는 기록으로 보아 이미 상당한 재력가였던 것으로 추측된다
그러던 중 조(趙) 한단에서 장사를 하다가 진나라의 왕족으로 조나라의 볼모로 잡혀있던 이인(異人, 훗날 자초로 개명. 진의 장양왕으로 즉위)을 보고 "기이한 물건이니 사둘만하다(此奇貨可居)"라 중얼거렸다. 이후 전국책의 기록에 따르면 여불위는 자신의 아버지를 찾아가 '왕을 세우는 일은 그 이익이 대대로 남는 일이다'라고 아버지를 설득한다.
이인은 진 소양왕의 태자 안국군(훗날의 효문왕)의 아들이기는 했지만, 생모가 이미 안국군의 총애를 잃은 데다 스무 명이나 되는 형제들 사이에 끼어 변변찮은 대우를 받으며, 왕이 될 가능성도 별로 없이 타국으로 인질로 보내진 상태로 본국에서는 그의 목숨이 어떻게 되건 별로 아쉬울 것도 없는 신세였다. 더욱이 진과 조의 사이가 갈수록 악화되면서는 덩달아 조의 인질로 와 있는 이인 자신의 처우도 극악해져서 생활비도 제대로 조달하지 못할 지경이었다.

### 이인의 세자 옹립, 그리고 중부(仲父)
여불위는 자신의 돈으로 이인이 조의 실력자들의 사교계(社交界)에 접근하도록 하고, 자신은 진으로 들어가 안국군의 총비였던 화양부인(華陽夫人)을 만났다. 화양부인에게 여불위는 이인의 현명함을 말하며 화양부인을 친어머니처럼 사모하며 나날을 보내고 있다고 전했다. 이어 화양부인의 언니도 만나 자신의 재물 일부를 주며 포섭, 그 언니를 통해 이인을 화양부인의 양자로 들이고 안국군의 세자로 삼게 할 것을 설득하였다. 화양부인은 안국군의 총애를 받고는 있었지만 그 사이에 자식은 없었기에 자신의 지위가 흔들릴 것을 두려워하고 있던 참이었고, 여불위의 제안을 따랐다. 안국군도 이 이야기를 승락했고, 이인을 자신의 세자로 삼기로 결정하였다.
조로 돌아온 여불위는 이인에게 이 소식을 전하고, 이인은 여불위를 자신의 후견인으로 삼았다. 이인은 그 뒤 양어머니 화양부인의 출신을 따서 자신의 이름을 자초(子楚)라 바꾸었고, 훗날 귀국하여 드디어 진의 왕이 되었다(장양왕). 한편 사마천의 《사기》 등에서는 이때 여불위가 자신의 애첩이었던 조희를 마음에 들어하던 자초에게 바쳤는데, 조희는 이미 여불위의 아이를 임신한 상태였고, 그 아이가 바로 훗날 진의 왕으로 즉위하게 될 정(政, 훗날의 진시황제)였다고 하는 기록을 남기고 있다.
기원전 252년에 진에서 소양왕이 재위 55년만에 훙서하고 차남이 효문왕으로 즉위하면서 자초 또한 진으로 돌아와 태자가 되었다. 그리고 효문왕이 얼마 안 되어 훙서하고, 자초가 태자로써 즉위하였다. 여불위는 자초를 지원한 공으로 진의 승상이 되고 문신후(文信侯)에 봉해졌으며, 기원전 246년에 장양왕이 죽고, 왕태자 정이 13세로 왕위에 오르자 상방(相邦)이 되어, 왕의 아버지에 버금가는 지위라는 뜻의 중부(仲父)로 불리며 왕을 도왔다.

### 일자천금
당시 맹상군이나 신릉군 등 전국 시대의 사군자라 불리는 각국의 유력자들이 식객을 모아 천하에 이름을 떨치고 있던 가운데, 여불위 또한 자신의 집에 3천 명의 식객을 모아들였고, 여불위 집안의 소사가 1만 명을 헤아렸다고 한다. 그 식객 가운데는 훗날 진의 승상이 되는 이사도 있었는데, 그 재능을 눈여겨보게 된 진왕 정이 그를 발탁해 재상으로 삼았다.
기원전 239년 여불위는 자신의 식객으로 있던 석학들을 모아 《여씨춘추》라는 이름의 저작을 편찬하였다. 이 책은 당시 제자백가의 책과는 다른 사상적으로는 중립을 유지하는, 오늘날의 백과사전에 해당되는 것이었다. 여불위는 완성된 《여씨춘추》를 진의 수도인 함양성 성벽에 진열해 놓고, "이 책에 적힌 글 가운데 한 글자라도 더하거나 뺄 수 있는 자가 있다면 그에게 천금을 주겠다"고 하였다고 한다. 이 일화는 훗날 일자천금(一字千金)이라는 고사의 유래가 되었다.

### 몰락
권세가 누구와도 비길 데 없었던 여불위였지만, 진왕 정의 생모인 태후와 밀통하고 있었다. 원래 색을 밝혔던 태후는 장양왕 사후에 여불위를 계속해 유혹했고, 여불위로서도 원래 자신의 애인이었던 태후에 대한 미련을 버리지 못했다. 그러나 진왕 정이 자라면서 국모(国母)가 된 태후와의 불륜을 지속하는 것이 위험하다는 것을 깨달은 여불위는 노애(嫪毐)라는 거근(巨根) 사나이를 태후에게 소개시키고, 그를 환관으로 꾸며 후궁에 들였다. 태후는 노애와의 사이에서 두 아들을 두기까지 했다.
그 뒤 노애는 태후의 총애를 등에 업고 장신후(長信侯)로 봉해져 권세를 얻었고, 태후와의 밀통이 발각되자 진왕 정에 대한 모반을 꾀하다 진압당했다. 노애는 거열형에 처해지고 노애의 두 아들도 처형당했다. 이 사건 이후 여불위도 승상직을 잃고 칩거에 들어갔다. 지금까지의 공을 감안한 감형이었다.
그러나 칩거하게 된 뒤로도 여불위를 찾는 객은 끊이지 않았고, 여러 나라에 이름도 높았다. 기원전 236년, 여불위는 자신을 찾는 객들과 여러 다른 나라와 모의해 반란을 일으키려 했다는 혐의를 받았다. 진왕 정은 여불위에게 "나라를 위해 한 일도 많지 않으면서 무슨 염치로 이제껏 중부로 불리며 호사를 누립니까?"라고 힐문 촉지(蜀地)로 갈 것을 명했고, 자신의 최후를 깨달은 여불위는 절망한 나머지 이듬해, 스스로 독을 마시고 죽었다.

## 평가
여불위에 관한 주요 정보는 사마천의 《사기》 여불위전과 유향의 《전국》 그리고 《설원》(說苑)이 있다. 사마천은 여불위를 두고 《논어》 안연편 20장을 인용해 '명성 있는 자'(聞, 즉 실속은 없으면서 소문만 번드르하게 난 인간)라는 것은 여불위를 두고 한 말이라고 평했다.